# Kate Douglas Wiggin
Kate Douglas Wiggin (Filadelfia, 28 settembre 1856 – Harrow, 24 agosto 1923) è stata un'educatrice e scrittrice statunitense nota per il suo romanzo per bambini Rebecca of Sunnybrook Farm (in italiano: Rebecca di Rio Sole).
Dedicò la sua vita all'educazione infantile in un'epoca in cui i bambini erano comunemente considerati lavoro a basso costo.
Iniziò a insegnare a San Francisco con sua sorella Nora che la assisteva, e insieme crearono oltre 60 asili per i poveri di San Francisco e di Oakland. Si trasferì dalla California a New York, dove si dedicò alla letteratura. Pubblicò The Story of Patsy e The Bird's Christmas Carol presso la casa editrice Houghton Mifflin. Dopo la morte di suo marito avvenuta nel 1889, tornò in California per riprendere il lavoro all'asilo, dirigendo una scuola materna. Alcune delle sue opere includono Cathedral Courtship, A Summer in a Canon, Timothy's Quest, The Story Hour, Kindergarten Chimes, Polly Oliver's Problem e Child Rights.

## Primi anni
Kate Douglas Smith Wiggin nacque a Filadelfia, figlia dell'avvocato Robert N. Smith, e di origini gallesi.  Kate visse un'infanzia felice nonostante la guerra civile americana e la morte di suo padre. Kate e sua sorella Nora erano ancora piuttosto giovani quando la loro madre vedova trasferì la sua piccola famiglia da Filadelfia prima a Portland, nel Maine, poi nel piccolo villaggio di Hollis. Lì Kate crebbe in un ambiente rurale con sua sorella e il suo fratellino Philip.
In particolare, incontrò una volta il romanziere Charles Dickens. Sua madre e un altro parente erano andati a sentir leggere Dickens a Portland, ma Wiggin, all'epoca undicenne, fu ritenuta troppo giovane per ottenere un biglietto costoso. Il giorno seguente si ritrovò sullo stesso treno di Dickens e lo impegnò in una vivace conversazione per il corso del viaggio, un'esperienza che in seguito raccontò in un breve libro intitolato A Child's Journey with Dickens.

## Carriera
Nel 1873, nella speranza di alleviare la malattia polmonare del suo patrigno Albion Bradbury, la famiglia di Kate si trasferì a Santa Barbara, in California, dove il patrigno di Kate morì tre anni dopo. A Los Angeles si apriva un corso di addestramento per la scuola materna con Emma Marwedel, e Katesi si iscrisse. Dopo il diploma nel 1878 diresse il primo asilo nido gratuito in California, in Silver Street, nei bassifondi di San Francisco. Nel 1880 formò una scuola per insegnanti in collaborazione con l'asilo di Silver Street.
Nel 1881 Kate sposò Samuel Bradley Wiggin, un avvocato di San Francisco. Secondo le usanze del tempo le fu richiesto di dimettersi dal suo incarico di insegnante. Iniziò a raccogliere fondi per la sua scuola, scrivendo prima The Story of Patsy (1883), poi The Birds 'Christmas Carol (1887). Entrambi i libri stampati privatamente furono pubblicati commercialmente dalla Houghton Mifflin nel 1889, con enorme successo.
Kate Wiggin non ebbe. Si trasferì a New York nel 1888.  Quando suo marito morì improvvisamente nel 1889, Kate si trasferì nel Maine. Per il resto della sua vita viaggiò il più frequentemente possibile, dividendo il suo tempo tra la scrittura, le visite in Europa e la lettura pubblica a beneficio di vari enti di beneficenza per bambini.
Wiggin viaggiò all'estero e si recò a Liverpool almeno tre volte. I registri di Ellis Island mostrano che tornò a New York da Liverpool nell'ottobre 1892, luglio 1893 e luglio 1894. Nei registri di viaggio del 1892 Wiggin descrive la sua occupazione di "moglie", nonostante il suo ex marito fosse morto tre anni prima. In quelli del 1893 e del 1894 si definisce una "autrice".
Wiggin incontrò l'importatore di lino George Christopher Riggs mentre si recava in Inghilterra nel 1894. Si dice che la coppia abbia deciso di sposarsi ancor prima che la nave attraccasse in Inghilterra. La coppia si sposò a New York il 30 marzo 1895 presso la All Souls Church. George Riggs divenne presto una dei più grandi sostenitori di Wiggin.
Dopo il matrimonio continuò a scrivere con il nome di Wiggin. La sua produzione letteraria includeva libri popolari per adulti. Con sua sorella Nora Smith pubblicò delle opere accademiche sui principi educativi di Friedrich Fröbel: Froebel's Gifts (1895), Froebel's Occupations (1896) e Kindergarten Principles and Practice (1896)  e scrisse il romanzo per bambini Rebecca of Sunnybrook Farm (1903), così come il best seller Rose del 1905. Rebecca of Sunnybrook Farm divenne un bestseller immediato: sia esso che Mother Carey's Chickens (1911) furono adattati al palcoscenico. La Houghton Mifflin raccolse i suoi scritti in 10 volumi nel 1917.
Per un certo periodo visse a Quillcote, la sua casa estiva a Hollis, nel Maine (ora iscritta al registro nazionale dei luoghi storici). Quillcote si trova presso la biblioteca della città, la Salmon Falls Library, che Wiggin fondò nel 1911.

## Ultimi anni e morte
Nel 1921 Wiggin e sua sorella Nora Smith pubblicarono un'edizione di The Scottish Chiefs di Jane Porter e un romanzo di William Wallace del 1809. Durante la primavera del 1923 Kate Wiggin viaggiò in Inghilterra come delegato di New York alla Dickens Fellowship. Lì si ammalò e morì all'età di 66 anni di polmonite bronchiale. Su sua richiesta le sue ceneri furono portate nel Maine e sparse sul fiume Saco. La sua autobiografia My Garden of Memory fu pubblicata dopo la sua morte. Sua sorella in seguito pubblicò le sue reminiscenze intitolate Kate Douglas Wiggin as her Sister knew Her.

## Opere selezionate
- The Story of Patsy (1883)
- The Birds' Christmas Carol (1887)

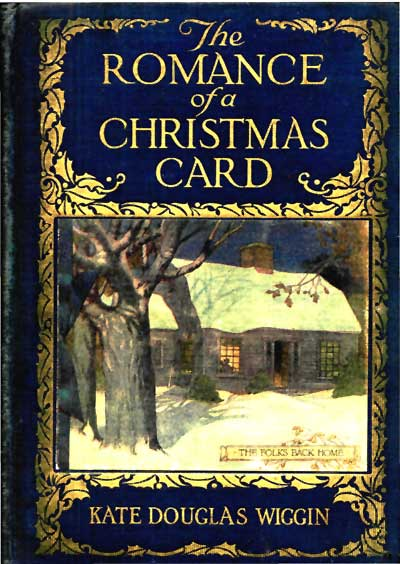
Copertina di The Romance of a Christmas Card (1916)

- Timothy's Quest (1890), illustrated by Oliver Herford
- Polly Oliver's Problem (1893)
- A Cathedral Courtship, and Penelope's English Experiences (1893)
- The Village Watch-Tower (1895)
- Penelope's Progress (1898)
- Penelope's Travels in Scotland (1898)
- Penelope's Irish Experiences (1901)
- The Diary of a Goose Girl (1902), illus. Claude A. Shepperson
- Rebecca of Sunnybrook Farm (1903)
- Half-a-Dozen Housekeepers (1903)
- Rose o' the River (1905)
- New Chronicles of Rebecca (1907)
- Homespun Tales (1907)
- The Old Peabody Pew (1907)
- Susanna and Sue (1909)
- Mother Carey's Chickens (1911)
- Robinetta (1911)
- A Child's Journey with Dickens (1912)
- The Story of Waitstill Baxter (1913)[11]
- The Romance of a Christmas Card (1916)
- A Summer in a Canyon: A California Story (1893)
- Marm Lisa
- My Garden of Memory (autobiografia, pubblicata postuma in 1923)

Con Nora Smith
- The Story Hour: a book for the home and kindergarten (1890), LCCN 14-19353
- Golden Numbers: a book of verse for youth, eds. (1902), LCCN 02-27230
- The Posy Ring: a book of verse for children, eds. (1903) – "companion volume", LCCN 03-5775
- The Fairy Ring, eds. (1906); truncated as Fairy Stories Every Child Should Know (1942), illus. Elizabeth MacKinstry LCCN 42-51972
- Magic Casements: A Second Fairy Book, eds. (1907)
- Pinafore Palace: a book of rhymes for the nursery, eds. (1907)
- Tales of Laughter: A Third Fairy Book, eds. (1908)
- The Arabian Nights: their best-known tales, eds. (1909), illus. Maxfield Parrish
- Tales of Wonder: A Fourth Fairy Book, eds. (1909)
- The Talking Beasts: a book of fable wisdom, eds. (1911)
- An Hour with the Fairies (1911)
- Twilight Stories: more tales for the story hour, eds. (1925), LCCN 25-17938
- The Story Hour. A Book for the Home and Kingergarten
- Children's Rights
- The Republic of Childhood (3 volumes)
- Marm Lisa